# Eurostar Italia

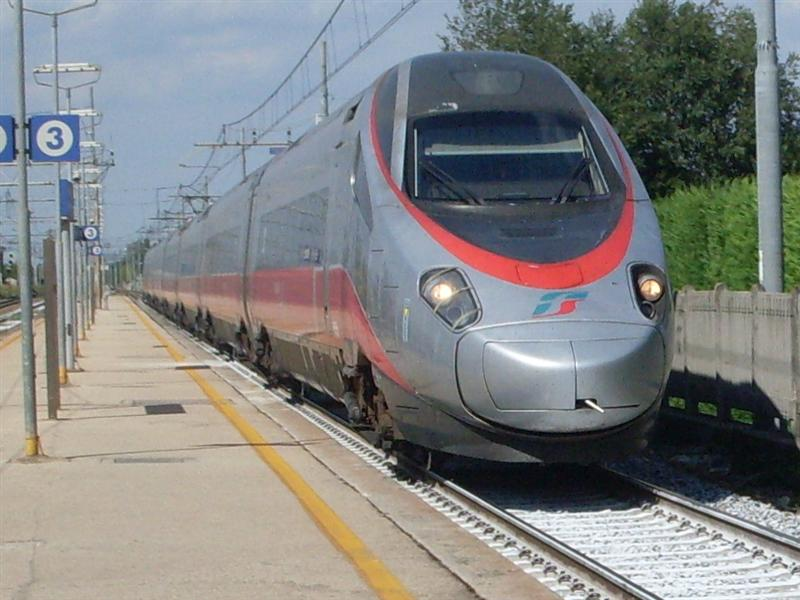
Unitat ETR 600

Eurostar Italia és una xarxa de ferrocarril italiana d'alta velocitat operada per Trenitalia. Cada dia es realitzen una mitjana de 130 trajectes amb aquest tipus de tren.
Encara que alguns trens siguin capaços d'arribar i superar els 300 km/h, la seva velocitat depèn directament de la capacitat de la infraestructura per on circula. A Itàlia cap d'aquests trens circulen a velocitats superiors a 250 km/h, a excepció dels trens Eurostar Italia AV els quals circulen per les línies d'alta velocitat Torí-Milà, Milà-Bolonya, Bolonya-Florència, Florència-Roma i Roma-Nàpols, adaptades per arribar a velocitats superiors als 300 km/h.

## Eurostar Italia AV
Eurostar Italia Alta Velocità és la categoria assignada als trens d'alta velocitat en servei a Itàlia i gestionats per Trenitalia. Les principals característiques d'aquests trens són l'elevada velocitat del servei (300 km/h en línies adaptades) i l'alt nivell de confort a bord. Els serveis Eurostar Italia Alta Velocità Fast efectuaven menys parades intermèdies que els trens Eurostar Italia AV mentre que les tarifes quilomètriques eren les mateixes. La categoria AV Fast va ser eliminada el desembre de 2010.
Durant la posada en marxa de la línia d'alta velocitat Milà-Bolonya, el servei es va dividir en Frecciarossa i Frecciaargento. El primer és el servei d'alta velocitat (300 km/h) operat amb unitats ETR 500. Aquest és operat principalment en les línies d'alta velocitat adaptades per arribar als 300 km/h i connecta les principals ciutats italianes situades en l'eix ferroviari italià que va del nord al sud de la península: Torí-Milà i Milà-Bolonya-Florència-Roma-Nàpols. El servei Frecciaargento, operat amb les unitats tipus Pendolino ETR 485 i ETR 600, cobreix línies més tortuoses oferint una velocitat màxima de 250 km/h. Aquest servei arriba a destinacions com Venècia, Verona, Lecce i Reggio Calabria.

## Eurostar Italia
Eurostar Italia és la categoria de servei assignada als trens que connecten Roma amb Ancona, Gènova, Lamezia Terme, Reggio Calabria, Perusa, Ravenna, Rímini i Tàrent amb unitats ETR 450 i ETR 460. Els serveis Eurostar Italia Fast efectuaven menys parades intermèdies respecte als trens Eurostar Italia. El desembre de 2010 aquests trens van ser eliminats de la categoria Eurostar Italia.

## Eurostar City Italia
Eurostar City Italia és una categoria de servei introduïda per Trenitalia des del 10 de desembre de 2006. Referint-nos pel que fa a les tarifes dels trens Eurostar City, es pot definir com una categoria intermèdia entre els trens InterCity i Eurostar tradicionals; ofereixen un confort superior als trens InterCity però a un cost inferior que els típics trens Eurostar. Des de l'any 2010, Trenitalia també els anomena Frecciablanca, d'aquesta manera es pretén classificar a aquests trens inferiors als Frecciarossa i Frecciargento (Eurostar Italia AV).